# بودك واتر (كورنوال)
بودك واتر (بالإنجليزية: Budock Water)‏ هي قرية و أبرشية مدنية تقع في المملكة المتحدة في إنجلترا.  يقدر عدد سكانها بـ 1,537 نسمة .